# Thursford
Thursford is een civil parish in het bestuurlijke gebied North Norfolk, in het Engelse graafschap Norfolk met 205 inwoners.